# Florian Reindel
Florian Reindel (* 1965 in München) ist ein deutscher Diplomat. Er ist seit August 2024 Botschafter in Mauretanien und leitet als solcher die Botschaft Nouakchott.

## Laufbahn
Nach Schulbesuch in Deutschland, Frankreich und den Vereinigten Staaten erlangte Reindel im Jahr 1985 die allgemeine Hochschulreife. Von 1985 bis 1987 leistete er Wehrdienst.
Es schloss sich das Studium der Rechtswissenschaft an der Ludwig-Maximilians-Universität München (1987 bis 1992) und an der University of British Columbia in Vancouver (1992 bis 1993) an. Den juristischen Vorbereitungsdienst absolvierte Reindel bis 1994 in Bayern.
1995 wurde er in München mit der Arbeit Auslegung menschenrechtlicher Verträge am Beispiel der Spruchpraxis des UN-Menschenrechtsausschusses, des Europäischen und des Interamerikanischen Gerichtshofs für Menschenrechte promoviert.
Von 1995 bis 1996 nahm Reindel an der Attachéausbildung in der Akademie Auswärtiger Dienst in Bonn-Ippendorf teil.
Nach einer Verwendung im Leitungsstab des Auswärtigen Amts (1996 bis 1998) wurde er als Referent an die Botschaft Accra, Ghana, versetzt. Von dort kehrte er im Jahr 2001 in die Zentrale des AA, nun in Berlin, zurück und war bis 2003 in der Rechtsabteilung eingesetzt.
Von 2003 bis 2006 war er Referent in der Botschaft Washington, Vereinigte Staaten. Von dort aus ging er für ein Jahr, bis 2007, in das Allied Joint Force Command der NATO nach Brunssum, Niederlande. Es schloss sich bis 2009 eine Verwendung in der Ständigen Vertretung bei der NATO in Brüssel an.
Erneut zurück in der AA-Zentrale arbeitete er von 2009 bis 2012 im Arbeitsstab Afghanistan/Pakistan. Im Jahr 2011 ging er kurzzeitig als ständiger Vertreter des Botschafters in die Botschaft Tripolis, Libyen.
Eine weitere kurzzeitige Verwendung führte ihn im Jahr 2012 als Leiter des Provincial Reconstruction Teams in die Außenstelle Kundus der Botschaft Kabul, Afghanistan. Von dort aus wurde er für ein Jahr, bis 2013, ständiger Vertreter des Leiters der Ständigen Vertretung bei der Abrüstungskonferenz in Genf, Schweiz. Es folgte eine Versetzung nach New York, wo er bis 2017 der Ständigen Vertretung bei den Vereinten Nationen zugeteilt war.
Von 2017 bis 2020 fungierte Reindel als Rechtsdozent in der Akademie Auswärtiger Dienst in Berlin-Tegel. Daraufhin wurde er von 2020 bis 2024 als ständiger Vertreter des Leiters an die Botschaft Amman, Jordanien, versetzt.
Seit August 2024 ist Reindel, als Nachfolger von Isabel Hénin, Botschafter in Mauretanien.